# Alloclusia tincticornis
Alloclusia tincticornis är en tvåvingeart som beskrevs av Malloch 1933. Alloclusia tincticornis ingår i släktet Alloclusia och familjen träflugor. Inga underarter finns listade i Catalogue of Life.